# Shogunatul Tokugawa
Shogunatul Tokugawa(徳川幕府; Tokugawa bukufu), cunoscut și sub numele de Edo Bakufu(江戸幕府) , a reprezentat guvernul militar feudal al Japoniei în perioada Edo, între 1600 și 1868.     Shogunatul Tokugawa a fost înființat de către Tokugawa Ieyasu după victoria în cadrul Bătăliei de la Sekigahara, punând capăt războaielor civile din perioada Sengoku, acestea fiind urmarea prăbușirii Shogunatului Ashikaga . Ieyasu a devenit Shōgun și clanul Tokugawa a guvernat Japonia din Castelul Edo din estul orașului Edo (Tokyo) împreună cu domnii daimyō din clasa samurai .    Shogunatul Tokugawa a organizat societatea japoneză cu ajutorul sistemul Tokugawa, strict al claselor și a interzis majoritatea străinilor în cadrul politicilor izolaționiste din Sakoku, astfel promovând stabilitatea politică. Tokugawa și daimyō de facto au administrat Japonia prin sistemul lor de han (domenii feudale) alături de provinciile imperiale de jure . Shogunatul Tokugawa a cunoscut o creștere economică rapidă și o urbanizare ridicată în Japonia, ceea ce a dus la creșterea clasei de comercianți și a culturii Ukiyo. Shogunatul Tokugawa a declinat în perioada Bakumatsu („Deschiderea Japoniei”) din 1853 și a fost răsturnat de susținătorii Curții Imperiale în restaurarea Meiji în 1868. Imperiul Japoniei a fost înființat sub guvernul Meiji, iar loialii lui Tokugawa au continuat să lupte în războiul Boshin până la înfrângerea Republicii Ezo la bătălia de la Hakodate, în iunie 1869. 

## Istoria
După perioada Sengoku („perioada statelor în război”), guvernul central a fost restabilit în mare parte de Oda Nobunaga în perioada Azuchi-Momoyama . După bătălia de la Sekigahara din 1600, autoritatea centrală a decăzut în favoarea lui Tokugawa Ieyasu . 
Societatea în perioada Tokugawa, spre deosebire de shogunatele anterioare, se presupunea că s-a bazează pe ierarhia strictă a claselor stabilită inițial de Toyotomi Hideyoshi. Daimyō (lordii) au fost în vârf, urmați de casta războinică alcătuită din samurai, cu fermierii, artizani și comercianți clasându-se mai jos. În unele părți ale țării, în special în regiuni mai mici, daimyō și samurai erau mai mult sau mai puțin identici, deoarece daimyō ar putea fi instruiți ca samurai, iar samurai ar putea acționa sub formă de conducători locali. Cu toate acestea, natura inflexibilă a acestui sistem de stratificare socială a cauzat, în timp, mai multe forte opozante. Impozitele pentru țărănime au fost stabilite la sume fixe care nu au contabilizat inflația sau alte modificări ale valorii monetare. Drept urmare, veniturile din impozite colectate de proprietarii de terenuri samurai au fost în valoare din ce în ce mai puțin în timp. Acest lucru a dus adesea la numeroase confruntări între samurai nobili, dar a săracit de tot țăranii și samuraii,acestea pornind de la simple tulburări locale până la rebeliuni mult mai mari. Niciunul, însă, nu s-a dovedit suficient de convingător pentru a contesta serios ordinea stabilită până la sosirea puterilor străine. 
Un studiu din 2017 a descoperit că rebeliunile țărănești și dezertarea colectivă („zborul”) au scăzut ratele de impozitare și au inhibat creșterea statului în shogunatul Tokugawa. 
La mijlocul secolului al XIX-lea, o alianță a mai multor daimyō mai puternici, împreună cu împăratul titular, au reușit să răstoarne shogunatul după Războiul Boshin, culminând cu restaurarea Meiji . Shogunatul Tokugawa a decăzut oficial în 1868 odată cu demisia celui de-al 15-lea shogun Tokugawa , Tokugawa Yoshinobu, care a dus la „restaurarea” ( 王政 復古, Ōsei fukko) stăpânirii imperiale. În ciuda unei eventuale răsturnări în favoarea formei de guvernare moderne, forma de guvernamant mai puțin feudală a Restaurării Meiji, shogunatul Tokugawa a domnit pentru cea mai lungă perioadă de pace și stabilitate din istoria Japoniei, care a durat mult peste 260 de ani. 

## Guvernarea

### Shogunate and domains
Bakuhan taisei ( 幕藩体制  ) a fost sistemul politic feudal din perioada Edo a Japoniei . Baku este o prescurtare a bakufu, care înseamnă „guvern militar” - adică shogunatul. Han au fost domeniile conduse de daimyō . 
Vasalii au deținut pământuri moștenite și au oferit servicii militare și omagii domnilor lor. Bakuhan-ul Taisei a împărțit puterea feudală între shogunatul din Edo și din domeniile provinciale din Japonia. Provinciile aveau un anumit grad de suveranitate și li s-a permis o administrare independentă a hanului în schimbul loialității față de shogun, care era responsabilă pentru relațiile externe și securitatea națională. Shōgun-ul și lordii erau toți daimyō : stăpâni feudali cu birocrații, politici și teritorii proprii. Shōgun a administrat, de asemenea, cel mai puternic han, fieful ereditar al Casei Tokugawa. Fiecare nivel al guvernului și-a administrat propriul sistem de impozitare . 

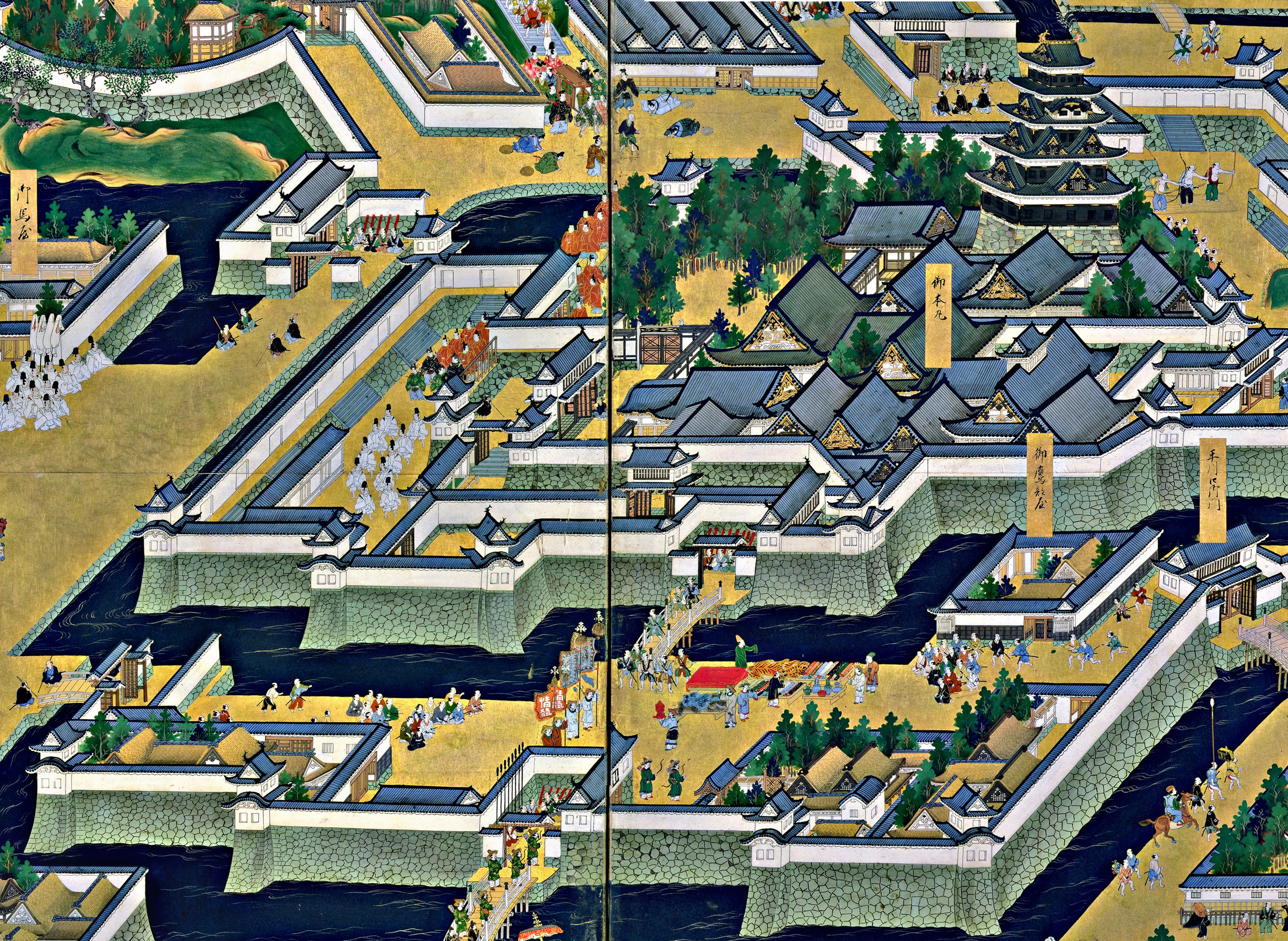
Castelul Edo, în secolul al XVII-lea

Împăratul, nominal conducător religios, nu deținea nicio putere reală; aceasta a fost învestită în shogun. Shogunatul avea puterea de a elimina, anexa și transforma domeniile. Sistemul sankin-kōtai de reședință alternativă impunea fiecărui daimyō să locuiască în ani alternanți între han și curtea din Edo. În timpul absenței lor de la Edo, a fost, de asemenea, solicitat să lase familia ca ostatici până la întoarcerea lor. Cheltuielile uriașe pe care le-a impus pe fiecare han au ajutat la centralizarea alianțelor aristocratice și au asigurat loialitatea față de shogun, întrucât fiecare reprezentant se dubla ca potențial ostatic. 
Descendenții lui Tokugawa au asigurat în continuare loialitate prin menținerea unei insistențe dogmatice asupra loialității față de shogun. Daimyō Fudai erau vasali ereditari ai lui Ieyasu, precum și ai urmașilor săi. Tozama („străini”) au devenit, de asemenea, vasali ai lui Ieyasu după Bătălia de la Sekigahara. Shinpan („rudele”) erau rudele lui Tokugawa Hidetada. La începutul perioadei Edo, shogunatul a văzut tozama ca fiind cea mai puțin probabilă să fie loială; de-a lungul timpului, căsătoriile strategice și legătura sistemului au făcut ca tozama să fie mai puțin probabil să se revolte. În cele din urmă, marele tozama din Satsuma, Chōshū și Tosa și, într-o măsură mai mică, Hizen, au dat jos shogunatul. Aceste patru state sunt numite ”Cele Patru Clanuri de Vest”, sau Satchotohi pe scurt. 
Numărul de han-uri (aproximativ 250) a fluctuat în întreaga perioadă Edo. Acestea au fost clasificate după mărime, care a fost măsurată în funcție de numărul de koku de orez pe care domeniul îl produce în fiecare an. Un koku a fost cantitatea de orez necesară pentru a hrăni un bărbat adult pentru un an. Numărul minim pentru un daimyō a fost de zece mii de koku ; cel mai mare, în afară de shogun, era un milion. 

### Relațiile cu Împăratul

Clasele sociale în timpul Shogunatului cu împăratul ca și conducător nominal

Indiferent de titlul politic al împăratului, shogunii familiei Tokugawa au controlat Japonia.    Administrarea(体制, taisei) Japoniei a fost o sarcină dată de Curtea Imperială din Kyoto familiei Tokugawa, care a revenit în instanța din Restaurarea Meijii. În timp ce împăratul avea oficial prerogativa numirii shogunului, el nu avea aproape niciun cuvânt în treburile statului. Shogunatul a numit un purtator de cuvânt, Kyoto Shoshidai (reprezentantul Shogunului la Kyoto), pentru a se ocupa de împărat, curte și nobilime. 
e sfârșitul shogunatului, însă, după secole în care împăratul a spus foarte puțin în treburile statului și a fost retras în palatul său de la Kyoto și în urma ? cu domnitorul din acea vreme, Tokugawa Iemochi, căsătorindu-se cu sora împăratului Kōmei (r. 1846-1867), în 1862, a permis Curții Imperiale din Kyoto să se bucure de o influență politică sporită.  Împăratul avea să fie consultat ocazional cu privire la diverse politici, iar shogunul chiar făcea o vizită la Kyoto pentru a-l vizita pe împărat.

### Shogunul și comerțul exterior

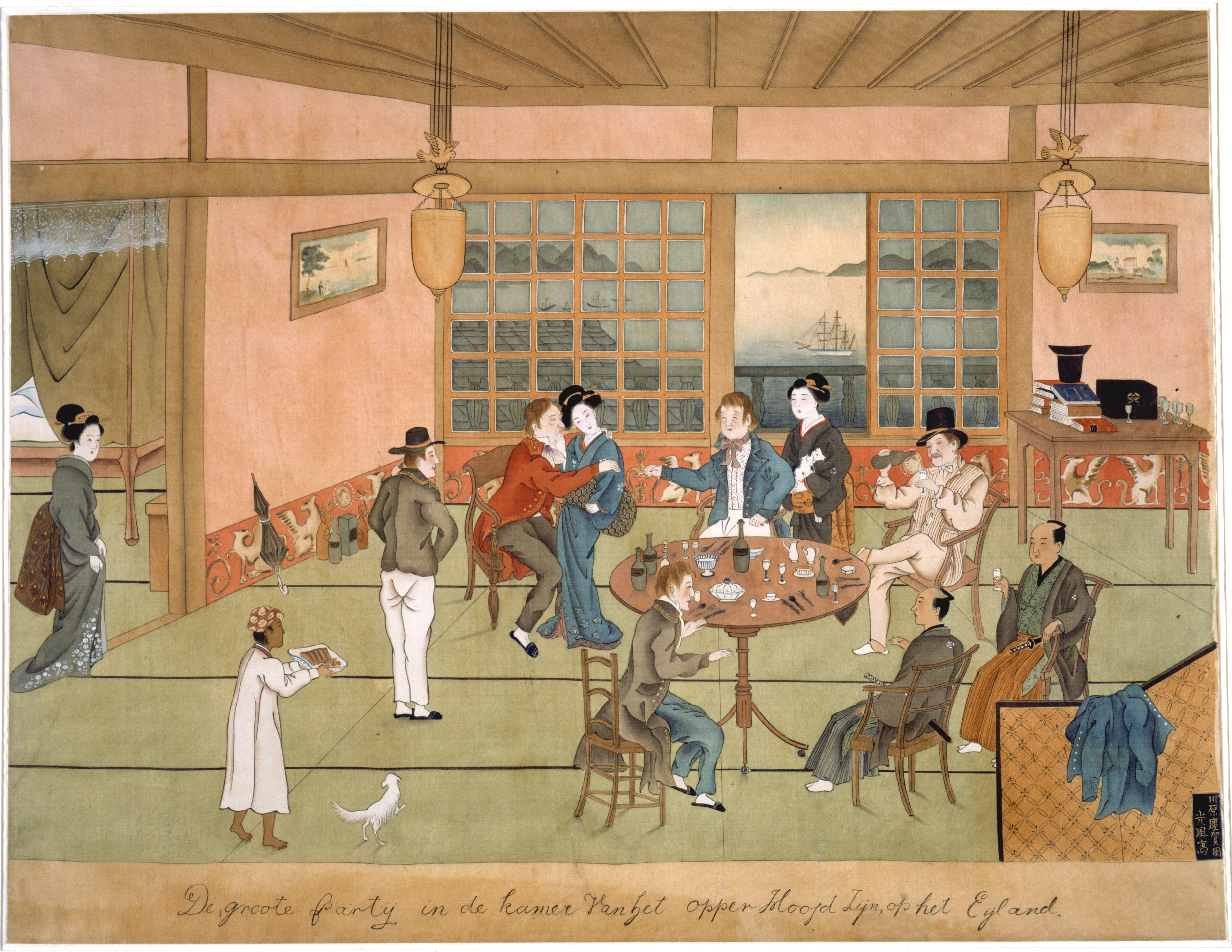
Centru comercial olandez în Dejima, cca. 1805

Afacerile externe și comerțul au fost monopolizate de shogunate, obținând un profit uriaș. Comerțul exterior a fost permis și domeniilor Satsuma și Tsushima . Orezul a fost principalul produs comercial al Japoniei în această perioadă. Izolarea era politica externă a Japoniei, iar comerțul era strict controlat. Comercianții erau, adesea, din exteriorul ierarhiei sociale a Japoniei și erau cunoscuți a fi foarte lacomi. 
Vizitele navelor Nanban din Portugalia au fost initializat schimburilor comerciale, urmate imediat de nave olandeze, engleze și uneori spaniole. 
Din 1603, Japonia a început să participe activ la comerțul exterior. În 1615, o misiune comercială cu rol de solie, sub comanda lui Hasekura Tsunenaga a fost trimisă de-a lungul Pacificului în Nueva España (Noua Spanie) pe galeonul construit de japonezi, San Juan Bautista . Până în 1635, Shogunul a eliberat numeroase permise pentru așa-numitele „nave cu sigilii roșii ” destinate comerțului asiatic. 
După 1635, odată cu introducerea legilor Seclusioniste (de inchidere a granițelor), au fost permise doar nave ce veneau din China, Coreea și Olanda . 

### Shogunul și creștinismul
Urmașii creștinismului început să apară pentru prima dată în Japonia în secolul al XVI-lea. Oda Nobunaga a primit cu căldură creștinismul și tehnologia occidentală, care a fost importată odată cu ea, printre care și muscheta. El le-a văzut pe acestea ca un instrument pentru suprimarea forțele budiste. 
Deși creștinismul a fost lăsat să crească până în anii 1610, Tokugawa Ieyasu a început mai târziu să-l vadă drept o amenințare tot mai mare la stabilitatea shogunatului. Ca Ōgosho („Shōgun de mănăstire”),  a influențat punerea în aplicare a unor legi care interziceau practicarea creștinismului. Succesorii săi i-au urmat ideologia, adăugând legi ce sustineau linia lui Ieyasu. Interdicția creștinismului este adesea legată de crearea legilor de izolare, sau Sakoku, în anii 1630.

## Instituțiile shogunatului

### Rōjū și wakadoshiyori
Rōjū ( 老中  ) au fost membrii seniori ai shogunatului. Ei supravegheau ōmetsuke-ul, machi-bugyō-ul, ongokubugyō (遠国奉行) și alți oficiali, supravegheatul relațiilor cu Curtea Imperial din Kyoto, Kuge (membri ai nobilimii), daimyō, templele budiste și altare shintoiste, și au participat la probleme ca diviziuni ale feudelor . În mod normal, patru sau cinci bărbați dețineau biroul și unul era la serviciu timp de o lună la un moment dat. Aceștia se implicau doar asupra problemelor mai importante. În reformele administrative din 1867 (Reformele Keiō), biroul a fost eliminat în favoarea unui sistem birocratic, cu miniștri de interne, finanțe, relații externe, armată și marină. 

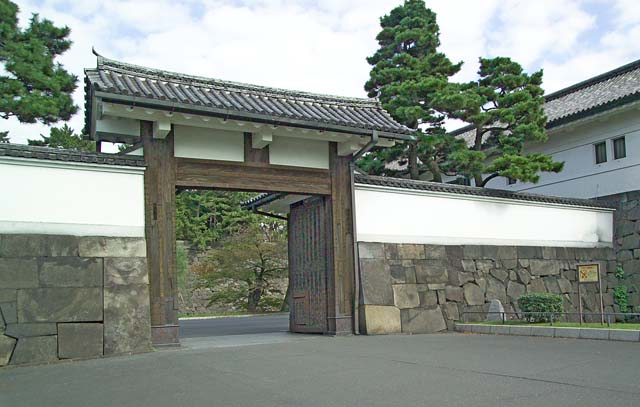
Poarta Sakuradamon a Castelului Edo unde Ii Naosuke a fost asasinat în 1860.

În principiu, cerințele pentru investirea în funție a biroului rōjū erau de a avea rangul de fudai daimyō și să aibă un fief evaluat la cel puțin 50000 koku. Cu toate acestea, au existat excepții de la ambele criterii. Mulți candidați au venit de la birourile apropiate de shōgun, cum ar fi soba yōnin (側 用人), Kyoto Shoshidai și Osaka jōdai . 
În mod neobisnuit, shōgunii au numit unii rōjū în funcția de tairō (marele bătrân). Biroul se limita la membrii clanurilor Ii, Sakai, Doi și Hotta, dar Yanagisawa Yoshiyasu a primit și statutul de tairō. Printre cei mai cunoscuți a fost Ii Naosuke, care a fost asasinat în 1860 în afara Porții Sakuradamon a Castelului Edo ( incident Sakuradamon ). 
Wakadoshiyori erau situați imediat sub rōjū ca și grad. Un rezultat al primelor rokuninshū (六 人 衆, 1633-1649) alcătuit inițial din primii șase oameni, biroul și-a luat numele și forma finală în 1662, dar doar cu patru membri. Responsabilitatea lor principală era gestionarea afacerilor hatamoto-ului și gokenin-ului, vasalii direcți ai shōgun-ului . 
Unii shōguns au numit persoane în funția de soba yōin . Această persoană acționa ca o legătură între shōgun și rōjū . Soba yōnin a crescut în importanță în timpul celei de-a cincea shōgun Tokugawa Tsunayoshi, când o wakadoshiyori, Inaba Masayasu, l-a asasinat pe Hotta Masatoshi, tairō . Temându-se pentru siguranța personală, Tsunayoshi a mutat rōjū-ul într-o parte mai îndepărtată de castel. Unii dintre cei mai cunoscuți dintre soba yōinin au fost Yanagisawa Yoshiyasu și Tanuma Okitsugu . 

### Ōmetsuke și metsuke
Ōmetsuke și metsuke au fost oficiali care raportau informațiile către rōjū și wakadoshiyori. Cei cinci „ metsuke” erau responsabili cu supravegherea afacerilor între daimyō, kuge și curțile imperiale. Au fost responsabili de descoperirea oricărei amenințări tip rebeliune. La începutul perioadei Edo, daimyō, precum Yagyū Munefuyu, dețineau funcția. În curând, însă, a căzut la hatamoto cu o avere de 5.000 koku sau mai mult. Pentru a le acorda autoritate în schimburile lor cu daimyō, ei erau adesea clasați la 10.000 koku și li se acorda titlul de kami (un titlu antic, care semnifică de obicei guvernatorul unei provincii), cum ar fi Bizen-no-kami . 
Pe măsură ce timpul a trecut, funcția ōmetsuke a evoluat într-una de a trece ordinele de la shogunate la daimyō și de a administra ceremonii din Castelul Edo. De asemenea, li s-au atribuit responsabilități suplimentare, cum ar fi supravegherea afacerilor religioase și controlul armelor de foc. Metsuke, raportând către wakadoshiyori, aceștia supravegheau treburile vasalilor shōgunului. Erau forța de poliție pentru miile de hatamotoți și gokenin care erau adunați în Edo. Fiecare han-ul a avut propria sa metsuke ,pe care și-au gestionat poliția într-un mod similar. 

### San-bugyō
San-bugyō („trei administratori”) erau jisha, kanjō și machi-bugyō, care supravegheau temple și sfinții, contabilitatea, respectiv orașele. Iesha-bugyō a avut cel mai înalt statut dintre cele trei. Aceștia au supravegheat administrarea templelor budiste (ji) și a sfinților shintoți (sha), mulți dintre ei deținând fiefuri. De asemenea, aceștia dețineau activități de la mai multe exploatații funciare din afara celor opt provincii Kantō. Întălnirile adesea erau, în mod normal, între daimyō; Ōoka Tadasuke a fost o excepție, deși a devenit mai târziu un daimyō . 
Kanjō-bugyō au fost următorii în ierarhia rangurilor. Cei patru deținători ai acestui grad raportau către rōjū . Au fost responsabili pentru finanțele shogunatului. 
Machi-bugyō erau administratorii orașelor precum Edo și a altor orașe. Rolurile lor cuprindeau si functiile de: primar, șef al poliției (și, ulterior, și al secției de pompieri) și judecător în probleme penale și civile,cele care nu implicau samurai. Doi (aparent, trei) bărbați, în mod normal hatamoto, ocupau rangul și alternau lunar. 
Trei Edo machi bugyō au devenit faimoși prin jidaigeki (diferite perioade): Ōoka Tadasuke și Tōyama Kagemoto (Kinshirō) ca eroi, iar Torii Yōzō ( ja: 鳥 居 耀 蔵 ) ca ticălos. 

### Tenryō, gundai și daikan
San-bugyō s-au conduceau împreună un consiliu numit hyōjōsho . În această calitate, ei au fost responsabili de administrarea tenryō, supravegherea gundai ( 郡 代 ), daikan ( 代 官 ) și kura bugyō ( 蔵 奉行 ), precum și audierea cazurilor care implicau samurai. 
Shogunul deținea terenuri în diferite părți ale Japoniei. Acestea erau cunoscute sub numele de shihaisho (支配 所); încă din perioada Meiji, termenul tenryō ( 天 領, „pământul împăratului”) a devenit sinonim.  În afară de teritoriul pe care Ieyasu îl deținea înaintea bătăliei de la Sekigahara, aceasta includea terenuri pe care le-a câștigat în acea bătălie și terenuri câștigate ca urmare a asediilor de vară și de iarnă din Osaka . Până la sfârșitul secolului al XVII-lea, averea shogunului ajunsese la patru milioane de koku. Astfel de orașe importante precum Nagasaki și Osaka, precum și minele, inclusiv mina de aur Sado, au intrat și ele în această categorie. 

### Gaikoku bugyō
Gaikoku bugyō au fost numiți administratori între 1858 și 1868. Aceștia erau acuzați de supravegherea comerțului și a relațiilor diplomatice cu țările străine și aveau sediul în porturile tratatelor din Nagasaki și Kanagawa (Yokohama). 

## Perioada de sfărșit al shogunatului Tokugawa (1853-1867 )

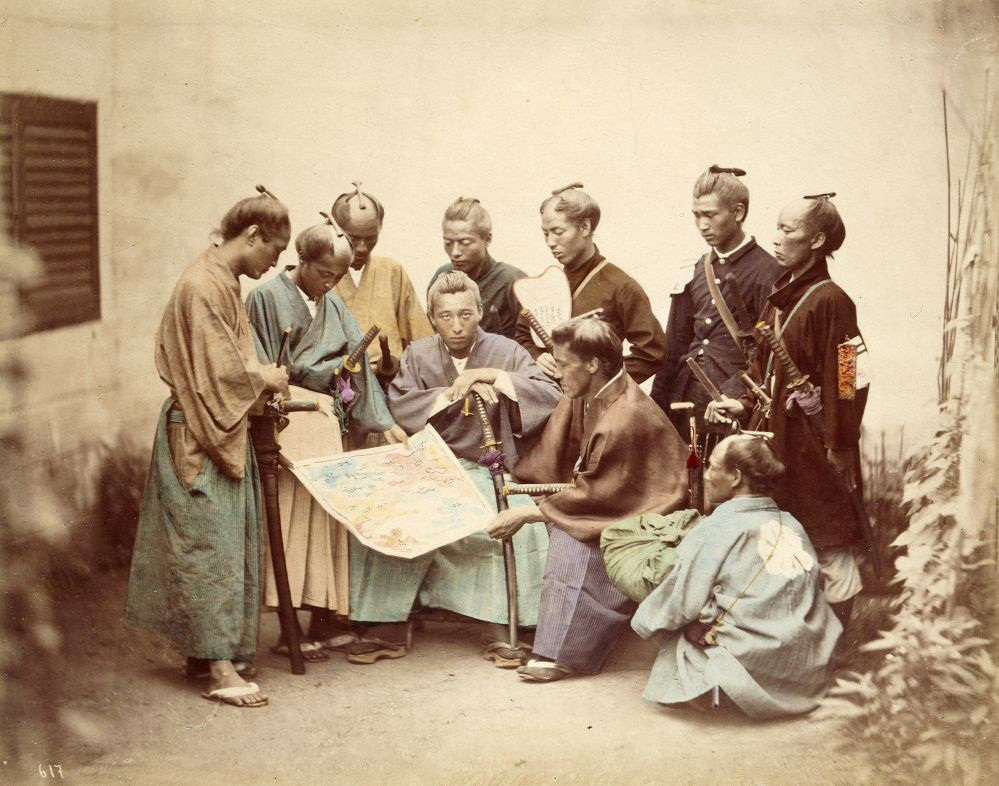
Samurai din clanul Shimazu

Shogunatul de mai târziu al familiei Tokugawa ( japoneză 幕末, Bakumatsu ) a fost perioada cuprinsă între 1853 și 1867, timp în care Japonia și-a încheiat politica externă izolatoristă numită sakoku și modernizată de la un shogunat feudal la guvernul Meiji. Gâsindu-se la sfârșitulperioadei Edo, aceasta a fost precedată de epoca Meiji. Principalele facțiuni ideologice și politice din această perioadă au fost împărțite în pro-imperialistul Ishin Shishi (patrioții naționaliști) și forțele shogunatului, inclusiv elita shinsengumi („trupurile noi-alese”) ca fiind spadasini. 
Deși aceste două grupuri au fost cele mai influente puteri, multe alte facțiuni au încercat să folosească haosul din epoca Bakumatsu pentru a acapara puterea personală.  În plus, au existat alte două forțe motrice principale pentru disensiune; în primul rând, creșterea resentimentelor daimyō-tozama și, în al doilea rând, creșterea sentimentului antioccidental în urma sosirii lui Matthew C. Perry . Primul s-a referit la acei domnii care luptaseră împotriva forțelor Tokugawa la Sekigahara (în 1600) și au fost exilați permanent din acel moment din toate pozițiile puternice din shogunat. Al doilea trebuia exprimat în sintagma sonnō jōi („venerează împăratul, alungă pe barbari”). Finalul pentru Bakumatsu a fost războiul din Boshin, în special Bătălia de la Toba-Fushimi, când forțele pro-shogunate au fost înfrânate. 

## ListashōgunilorTokugawa
| #  | Poză | Nume Anul (nașterii-morții)     | Shōgun începând cu anul | Shōgun până la anul |
| -- | ---- | ------------------------------- | ----------------------- | ------------------- |
| 1  |      | Tokugawa Ieyasu (1543–1616)     | 1603                    | 1605                |
| 2  |      | Tokugawa Hidetada (1579–1632)   | 1605                    | 1623                |
| 3  |      | Tokugawa Iemitsu (1604–1651)    | 1623                    | 1651                |
| 4  |      | Tokugawa Ietsuna (1641–1680)    | 1651                    | 1680                |
| 5  |      | Tokugawa Tsunayoshi (1646–1709) | 1680                    | 1709                |
| 6  |      | Tokugawa Ienobu (1662–1712)     | 1709                    | 1712                |
| 7  |      | Tokugawa Ietsugu (1709–1716)    | 1713                    | 1716                |
| 8  |      | Tokugawa Yoshimune (1684–1751)  | 1716                    | 1745                |
| 9  |      | Tokugawa Ieshige (1712–1761)    | 1745                    | 1760                |
| 10 |      | Tokugawa Ieharu (1737–1786)     | 1760                    | 1786                |
| 11 |      | Tokugawa Ienari (1773–1841)     | 1787                    | 1837                |
| 12 |      | Tokugawa Ieyoshi (1793–1853)    | 1837                    | 1853                |
| 13 |      | Tokugawa Iesada (1824–1858)     | 1853                    | 1858                |
| 14 |      | Tokugawa Iemochi (1846–1866)    | 1858                    | 1866                |
| 15 |      | Tokugawa Yoshinobu (1837–1913)  | 1866                    | 1867                |

### Arbore genealogic
De-a lungul perioadei Edo, rudele influente ale shogunului au inclus:
- Tokugawa Mitsukuni din Domeniul Mito; [18]
- Tokugawa Nariaki din Domeniul Mito; [19]
- Tokugawa Mochiharu al ramurii Hitotsubashi;
- Tokugawa Munetake din filiala Tayasu . [20]
- Matsudaira Katamori din filiala Aizu . [21]
- Matsudaira Sadanobu, născut în filiala Tayasu, adoptată în Hisamatsu-Matsudaira din Shirakawa . [22]

## Vezi și
- Răscoala Keian

## Legături externe
- Japonia
- Sistemul Politic Tokugawa
- SengokuDaimyo.com Site-ul autorului și istoricului Samurai Anthony J. Bryant